# Anton Bernhard Fürstenau

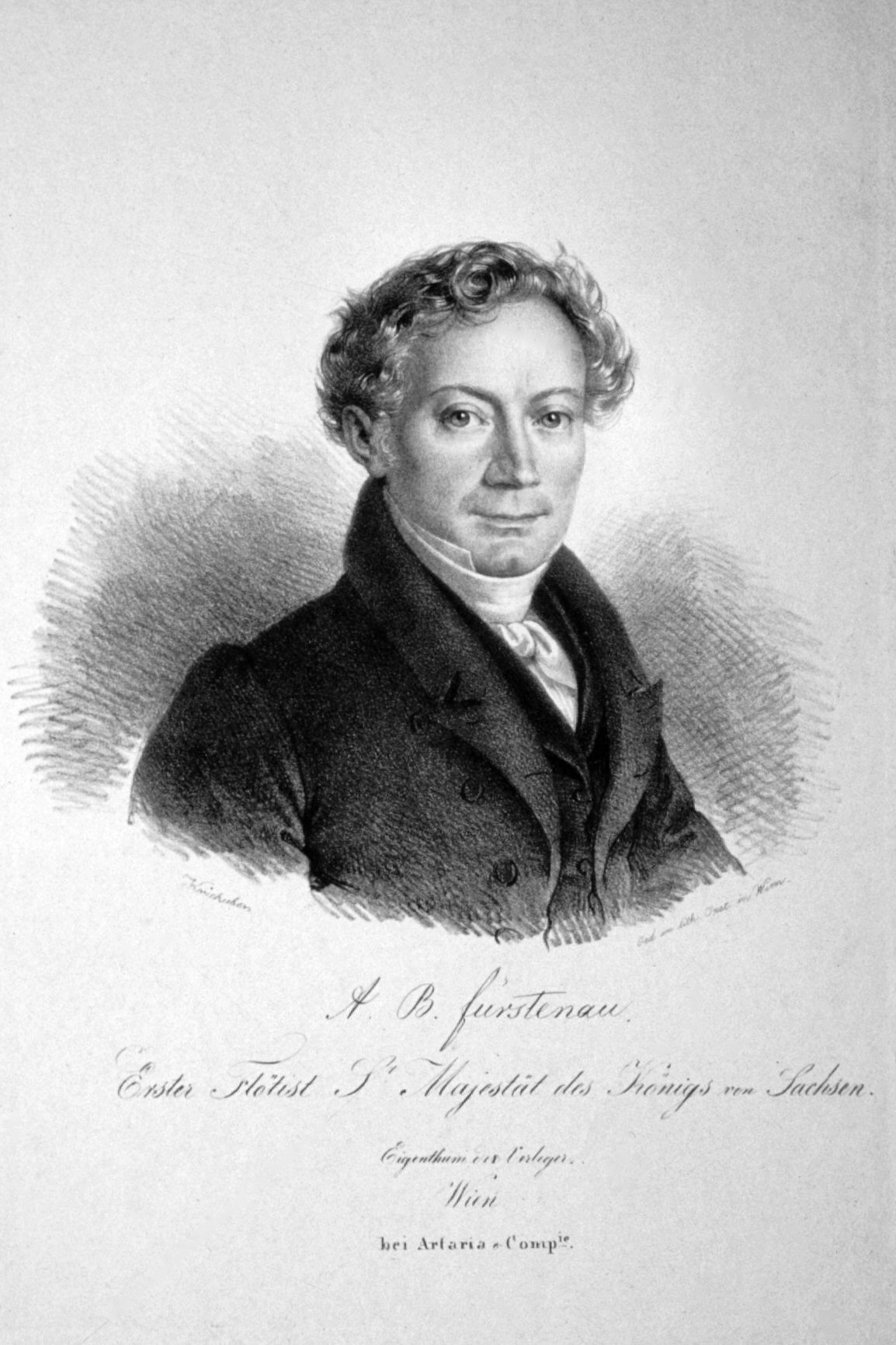
Anton Bernhard Fürstenau, litografi av Josef Kriehuber, omkring 1830.

Anton Bernhard Fürstenau, född den 20 oktober 1792 i Münster, död den 18 november 1852 i Dresden, var en tysk musiker. Han var son till Kaspar Fürstenau och far till Moritz Fürstenau.
Fürstenau var "underbarn" på flöjt samt blev 1804 anställd i Oldenburg, 1817 i Frankfurt am Main och 1820 vid hovkapellet i Dresden. Fürstenau var, liksom fadern, med vilken han gjorde vidsträckta konstresor, en fruktsam kompositör och skrev även två flöjtskolor. Fürstenau åtnjöt europeiskt rykte som virtuos och flöjtlärare.